# Giải bóng đá hạng nhì quốc gia Cộng hòa Síp 1977–78
Giải bóng đá hạng nhì quốc gia Cộng hòa Síp 1977–78 là mùa giải thứ 23 của bóng đá hạng nhì Cộng hòa Síp. Omonia Aradippou giành danh hiệu đầu tiên.

## Thể thức thi đấu
Có 14 đội tham gia Giải bóng đá hạng nhì quốc gia Cộng hòa Síp 1977–78. Tất cả các đội đều thi đấu 2 trận, một trân sân nhà và một trận sân khách. Đội nhiều điểm nhất sẽ lên ngôi vô địch. Đội đầu bảng thăng hạng Giải bóng đá hạng nhất quốc gia Cộng hòa Síp 1978–79. Đội cuối bảng xuống hạng Giải bóng đá hạng ba quốc gia Cộng hòa Síp 1978–79.

### Hệ thống điểm
Các đội bóng nhận được 2 điểm cho một trận thắng, 1 điểm cho một trận hòa và 0 điểm cho một trận thua.

## Thay đổi so với mùa giải trước
Các đội thăng hạng Giải bóng đá hạng nhất quốc gia Cộng hòa Síp 1977–78
- APOP Paphos FC

Các đội xuống hạng từ Giải bóng đá hạng nhất quốc gia Cộng hòa Síp 1976–77
- ASIL Lysi

Các đội thăng hạng từ Giải bóng đá hạng ba quốc gia Cộng hòa Síp 1976–77
- Akritas Chlorakas

Các đội xuống hạng Giải bóng đá hạng ba quốc gia Cộng hòa Síp 1977–78
- ENAD Ayiou Dometiou FC

## Bảng xếp hạng
| Vị thứ | Đội                   | St. | T. | H. | B. | BT. | BB. | BT. | Đ. | Ghi chú                                                                  |
| ------ | --------------------- | --- | -- | -- | -- | --- | --- | --- | -- | ------------------------------------------------------------------------ |
| 1      | Omonia Aradippou      | 26  | 19 | 5  | 2  | 67  | 12  | 55  | 43 | Vô địch-thăng hạng Giải bóng đá hạng nhất quốc gia Cộng hòa Síp 1978–79. |
| 2      | Keravnos Strovolou FC | 26  | 16 | 6  | 4  | 49  | 25  | 24  | 38 |                                                                          |
| 3      | Ermis Aradippou FC    | 26  | 9  | 12 | 5  | 32  | 28  | 4   | 30 |                                                                          |
| 4      | Ethnikos Achna FC     | 26  | 11 | 7  | 8  | 39  | 24  | 15  | 29 |                                                                          |
| 5      | ASIL Lysi             | 26  | 11 | 7  | 8  | 35  | 37  | −2  | 29 |                                                                          |
| 6      | Neos Aionas Trikomou  | 26  | 11 | 6  | 9  | 33  | 35  | −2  | 28 |                                                                          |
| 7      | Othellos Athienou FC  | 26  | 5  | 14 | 7  | 21  | 30  | −9  | 24 |                                                                          |
| 8      | Iraklis Gerolakkou    | 26  | 6  | 10 | 10 | 31  | 38  | −7  | 22 |                                                                          |
| 9      | Akritas Chlorakas     | 26  | 6  | 10 | 10 | 26  | 34  | −8  | 22 |                                                                          |
| 10     | PAEEK FC              | 26  | 6  | 9  | 11 | 23  | 29  | −6  | 21 |                                                                          |
| 11     | Parthenon Zodeia      | 26  | 8  | 5  | 13 | 29  | 41  | −12 | 21 |                                                                          |
| 12     | Ethnikos Assia FC     | 26  | 5  | 10 | 11 | 21  | 30  | −9  | 20 |                                                                          |
| 13     | AEM Morphou           | 26  | 3  | 14 | 9  | 26  | 43  | −17 | 20 |                                                                          |
| 14     | Orfeas Nicosia        | 26  | 6  | 5  | 15 | 27  | 52  | −25 | 17 | Xuống hạng Giải bóng đá hạng ba quốc gia Cộng hòa Síp 1978–79.           |

Hệ thống điểm: Thắng=2 điểm, Hòa=1 điểm, Thua=0 điểm
Quy tắc xếp hạng: 1) Điểm, 2) Hiệu số, 3) Bàn thắng